# 豐達西翁

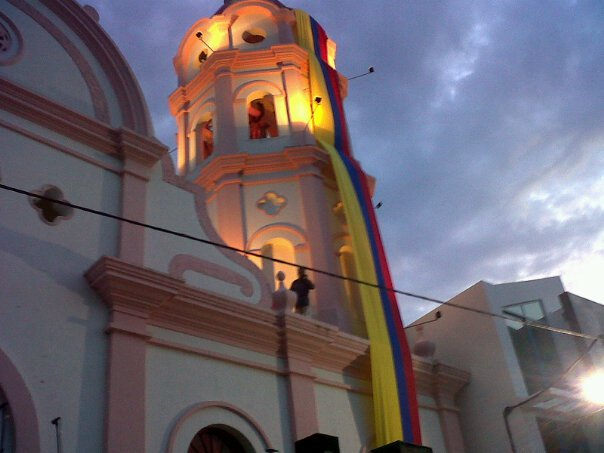

豐達西翁是哥倫比亞的城鎮，位於該國北部，由馬格達萊納省負責管轄，距離首府聖瑪爾塔96公里，始建於1902年6月4日，面積922平方公里，海拔高度10米，2005年人口82,532。

## 外部連結
- （西班牙文） Fundacion official website
- （西班牙文） Government of Magdalena: Fundación（页面存档备份，存于）

10°31′17″N 74°11′12″W / 10.5214°N 74.1867°W